# Irene Ducaena
Irene Ducaena (in greco Ειρήνη Δούκαινα?, Eirēnē Doukaina; Costantinopoli, 1063 – Costantinopoli, 19 febbraio 1138) è stata un'imperatrice bizantina.
Fu basilissa dei Romei (imperatrice d'Oriente) in quanto moglie dell'imperatore bizantino Alessio I Comneno e madre dell'imperatore Giovanni II Comneno e della storica Anna Comnena.

## Gioventù
Irene nacque nel 1063 tra l'unione di Andronico Ducas e di Maria di Bulgaria; il nonno di Maria  era Ivan Vladislav di Bulgaria  ed Andronico era un nipote dell'imperatore Costantino X Ducas  e cugino di Michele VII Ducas.
Nel 1078, all'età di quindici anni, Irene sposò Alessio I Comneno. Per questo motivo la famiglia dei Ducas, molto influente presso la corte bizantina, sostenne Alessio nel 1081 per usurpare il trono imperiale, ed egli riuscì a conquistare il trono e Niceforo III Botaniate abdicò. Ma la storica principessa Anna Comnena lo smentisce nella sua Alessiade, opera celebrativa dedicata a suo padre Alessio I Comneno. Maria di Alania era l'ex moglie sia di Michele VII Ducas che di Niceforo III. Irene infatti era stata esclusa dalla cerimonia di incoronazione, ma la famiglia Ducas riuscì a convincere il Patriarca di Costantinopoli, Cosma I, ad incoronare pure Irene, e ciò avvenne una settimana dopo l'incoronazione di Alessio I. Anna Dalassena acconsentì alla incoronazione di Irene, ma poi obbligò Cosma a dimettersi dalla carica di Patriarca, e lo sostituì con Eustrazio Garida.
Anna continuò a vivere nel palazzo imperiale e ad immischiarsi negli affari di Alessio fino a che non sopraggiunse la sua morte.

## Ascendenza
|                      |                            |                   | Genitori |  |  | Nonni |  |  | Bisnonni        |  |  | Trisnonni |  |
|                      |                            |                   |          |  |  |       |  |  | Andronico Dukas |  |  | …         |  |
|                      |                            |                   |          |  |  |       |  |  | Andronico Dukas |  |  | …         |  |
|                      |                            | …                 |          |  |  |       |  |  | Andronico Dukas |  |  |           |  |
| Giovanni Ducas       |                            |                   |          |  |  |       |  |  | Andronico Dukas |  |  |           |  |
|                      |                            | …                 | …        |  |  |       |  |  |                 |  |  |           |  |
|                      |                            | …                 | …        |  |  |       |  |  |                 |  |  |           |  |
|                      |                            | …                 | …        |  |  |       |  |  |                 |  |  |           |  |
| Andronico Ducas      |                            | …                 |          |  |  |       |  |  |                 |  |  |           |  |
|                      |                            | Niketas Pegonites | …        |  |  |       |  |  |                 |  |  |           |  |
|                      |                            | Niketas Pegonites | …        |  |  |       |  |  |                 |  |  |           |  |
|                      |                            | Niketas Pegonites | …        |  |  |       |  |  |                 |  |  |           |  |
| Irene Pegonitissa    |                            | Niketas Pegonites |          |  |  |       |  |  |                 |  |  |           |  |
|                      |                            | …                 | …        |  |  |       |  |  |                 |  |  |           |  |
|                      |                            | …                 | …        |  |  |       |  |  |                 |  |  |           |  |
|                      |                            | …                 | …        |  |  |       |  |  |                 |  |  |           |  |
| Irene Ducaena        |                            | …                 |          |  |  |       |  |  |                 |  |  |           |  |
|                      | Ivan Vladislav di Bulgaria | Aronne            |          |  |  |       |  |  |                 |  |  |           |  |
|                      | Ivan Vladislav di Bulgaria | Aronne            |          |  |  |       |  |  |                 |  |  |           |  |
|                      | Ivan Vladislav di Bulgaria | …                 |          |  |  |       |  |  |                 |  |  |           |  |
| Troian di Bulgaria   | Ivan Vladislav di Bulgaria |                   |          |  |  |       |  |  |                 |  |  |           |  |
|                      |                            | Maria             | …        |  |  |       |  |  |                 |  |  |           |  |
|                      |                            | Maria             | …        |  |  |       |  |  |                 |  |  |           |  |
|                      |                            | Maria             | …        |  |  |       |  |  |                 |  |  |           |  |
| Maria di Bulgaria    |                            | Maria             |          |  |  |       |  |  |                 |  |  |           |  |
|                      |                            | …                 | …        |  |  |       |  |  |                 |  |  |           |  |
|                      |                            | …                 | …        |  |  |       |  |  |                 |  |  |           |  |
|                      |                            | …                 | …        |  |  |       |  |  |                 |  |  |           |  |
| N. Konstostephanissa |                            | …                 |          |  |  |       |  |  |                 |  |  |           |  |
|                      |                            | …                 | …        |  |  |       |  |  |                 |  |  |           |  |
|                      |                            | …                 | …        |  |  |       |  |  |                 |  |  |           |  |
|                      |                            | …                 | …        |  |  |       |  |  |                 |  |  |           |  |
|                      |                            | …                 |          |  |  |       |  |  |                 |  |  |           |  |